# Ilias Rosidis
Ilias Rosidis (gr. Ηλίας Ρωσίδης; ur. 3 lutego 1927 w Pireusie, zm. 27 grudnia 2019) – grecki piłkarz, prawy obrońca.

## Kariera
Podczas kariery, która trwała prawie 20 lat w klubie w Pireusie, Rosidis był kapitanem klubu podczas złotej ery lat pięćdziesiątych. W latach 1954–1959 Rosidis poprowadził klub na niespotykaną wówczas liczbę sześciu kolejnych mistrzostw Grecji. W tym samym okresie Rosidis trzykrotnie podniósł Puchar Grecji, dzięki czemu Olympiakos był jedynym greckim klubem, który wygrał 3 puchary z rzędu. W sumie Rosidis zakończył karierę w Olympiakosie z 7 mistrzostwami Grecji, 9 pucharami, 5 podwójnymi i ponad 500 występami w swoim klubie we wszystkich rozgrywkach. Przez kibiców Olympiakosu jest uznawany za legendę klubu poprzez granie nierozłącznie tak wiele lat w tym klubie.
W latach 50. XX wieku Rosidis był także kluczowym członkiem narodowej drużyny piłkarskiej Grecji. Grał także w reprezentacji Grecji na igrzyskach olimpijskich w 1952 roku.

## Osiągnięcia
- mistrzostwo ligi greckiej (7): 1950-51, 1953–54, 1954–55, 1955–56, 1956–57, 1957–58, 1958–59
- puchar krajowy (9): 1950-51, 1951–52, 1952–53, 1953–54, 1956–57, 1957–58, 1958–59, 1959–60, 1960–61
- dublet (5):  1951, 1954, 1957, 1958, 1959